# Ore landskommun
Ore landskommun var en kommun i dåvarande Kopparbergs län (nu Dalarnas län).

## Administrativ historik
Kommunen bildades 1863 i Ore socken i Dalarna.
Tillhörde Orsa kommuns kommunblock under 1960-talet fram tills att området överfördes till Rättviks kommun. 
År 1974 uppgick denna landskommun i Rättviks kommun, efter att formellt från 1971 till 1973 varit en Ore kommun.

### Kyrklig tillhörighet
I kyrkligt hänseende tillhörde kommunen Ore församling.

## Kommunvapnet
Blasonering: Sköld, kluven av silver, vari en grön fura, och av grönt, vari en stolpvis ställd kedja av silver.
Detta vapen fastställdes av Kungl. Maj:t den 28 februari 1947. Idag förs vapnet av Ore församling.

## Geografi
Ore landskommun omfattade den 1 januari 1952 en areal av 967,90 km², varav 882,10 km² land.

### Tätorter i kommunen 1960
| Tätort   | Folkmängd |
| -------- | --------- |
| Furudal  | 469       |
| Östanvik | 351       |
| Dalfors  | 209       |
| Arvet    | 207       |

Tätortsgraden i kommunen var den 1 november 1960 49,2 procent.

## Politik

### Mandatfördelning i valen 1938-1970
| 5 | 8 | 3 | 3 | 2 | 3 |

| 24 |

| 8 | 10 | 6 |

| 23 |

| 10 | 8 | 3 | 2 | 1 |

| 22 |

| 4 | 11 | 1 | 3 | 4 | 1 |

| 24 |

| 5 | 8 | 2 | 3 | 5 | 1 |

| 24 |

| 4 | 10 | 4 | 4 | 2 |

| 23 |

| 4 | 11 | 5 | 3 | 1 |

| 23 |

| 4 | 8 | 7 | 3 | 1 | 1 |

| 23 |

| 3 | 11 | 7 | 3 |

| 21 |